# Brassberget
Brassberget är ett naturreservat i Ljusdals kommun i Gävleborgs län.
Området är naturskyddat sedan 1992 och var då 139 hektar stort. Efter beslut 15 juni 2023 utökade reservatet med det område som före dess utgjort Norra Brassbergets naturreservat, bildat 9 januari 2020 med en omfattning av 141 hektar. Reservatet består i söder av en skog som ofta brunnit, senast 1888, och har ett stort inslag av lövskog, och i norr av lövskog på toppen av Stora Brassberget och tallar på sluttningarna.. 